# Confesión cristiana

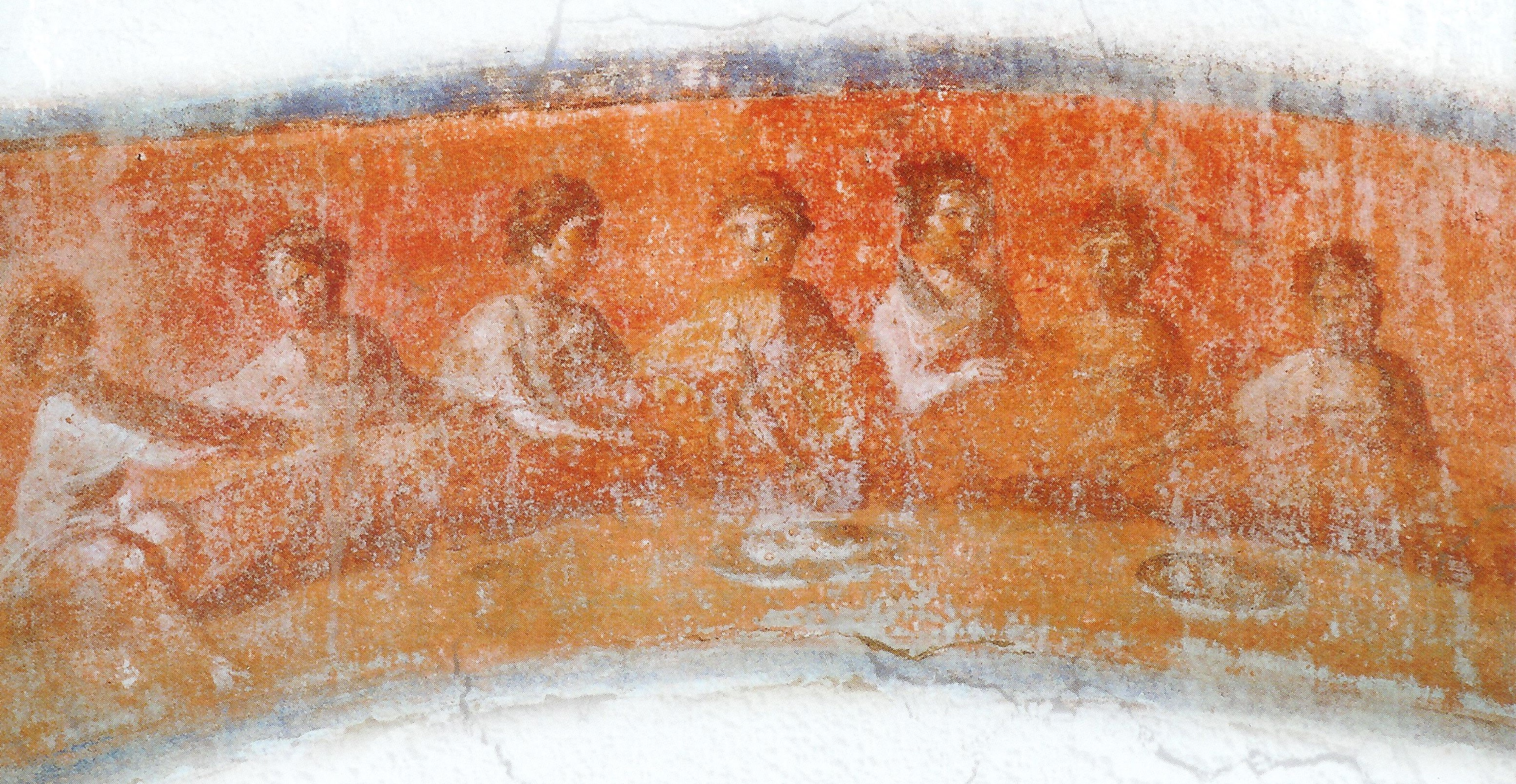
Agape con la escena de la fracción de pan, Catacumbas de Priscila.

Una confesión cristiana o denominación cristiana es aquella rama del cristianismo que funciona con un nombre, estructura o doctrina en común.
La mayoría de las confesiones cristianas se autodenominan iglesias, mientras que algunas más recientes tienden a utilizar indistintamente los términos iglesias, asambleas, comunidades, etc. Las divisiones entre un grupo y otro se definen por la autoridad y la doctrina; cuestiones como la naturaleza de Jesús, la forma de monoteísmo, la postura respecto de las doctrinas adoptadas con posterioridad al primer concilio de Nicea, la postura en particular respecto de la forma y los requisitos previos para el sacramento del bautismo, la autoridad de la sucesión apostólica, la hermenéutica bíblica, la teología, la eclesiología, la escatología y la primacía papal pueden separar una confesión de otra. Los grupos de confesiones –que a menudo comparten creencias, prácticas y vínculos históricos muy similares– se conocen a veces como "ramas del cristianismo". Estas ramas difieren en muchos aspectos, especialmente por las diferencias en las prácticas y las creencias.
Vertientes de la teología, las ciencias sociales y la sociología de la religión consideran en general una clasificación del cristianismo contemporáneo comprendida entre la Iglesia católica, la Iglesia ortodoxa, las varias confesiones formadas durante o después de la Reforma Protestante, así como los movimientos religiosos posteriores surgidos a partir del siglo XIX como el restauracionismo, el evangelicalismo, entre otros movimientos.[cita requerida] Otras vertientes de la teología, las ciencias sociales y la sociología de la religión consideran además aspectos territoriales así como también desde el punto de vista de la posición de las denominaciones desde la política identitaria. Vertientes de la teología vinculadas con sectores conservadores de las iglesias católica y ortodoxa, sin embargo, habitualmente mantienen divergencias respecto de la materia. [cita requerida]
Las mayores diferencias entre ortodoxia y catolicismo son culturales y jerárquicas. En cuanto a las confesiones protestantes y restauracionistas, éstas presentan diferencias teológicas muy acentuadas con la ortodoxia y el catolicismo, así como una gran diversificación doctrinaria entre sus vertientes. Otras diferencias incluyen la disciplina congregacional.[cita requerida]
Las comparaciones entre las distintas confesiones cristianas deben ser hechas con cautela. En algunos grupos, por ejemplo, las congregaciones son parte de una organización eclesiástica monolítica; en cambio, en otros grupos, cada congregación es una organización autónoma independiente. Las comparaciones numéricas también son problemáticas debido a su posición en particular respecto del sacramento del bautismo y la forma en cómo se concibe la disciplina congregacional: la mayoría de grupos cuentan como miembros solamente a los adultos bautizados, aunque algunos contabilizan tanto a los adultos bautizados como a los niños (sean éstos bautizados o no).
La gran mayoría de los cristianos pertenece a Iglesias y corrientes cristianas que, aunque acepten parcialmente la validez de otros grupos, desde una posición política e ideológica identitaria consideran la multiplicación de vertientes -algunas de ellas, contrarias a la ideología de las vertientes religiosas hegemónicas- como un problema. Debido a estos conceptos identitarios, hoy considerados como pseudociencia por las ciencias sociales y la sociología de la religión, en diversos momentos de la historia se han sucedido situaciones documentadas de persecución religiosa y vulneraciones a los derechos fundamentales a diversas corrientes cristianas impulsados desde vertientes religiosas cristianas hegemónicas, como el caso de Argentina durante la dictadura cívico-militar que gobernó en ese país entre 1976 a 1983, o el caso de Rusia en el contexto de la invasión a Ucrania.[cita requerida] El fundamentalismo cristiano puede llegar a considerar la existencia de tantas confesiones como un indicio de sectarismo. Por otra parte, el cristianismo confesional se contrasta con el cristianismo no confesional, que considera inaceptable la diversidad de confesiones.

## Divisiones históricas
Algunas corrientes o grupos del pasado dejaron de existir formalmente con el paso de los años. Es el caso, por ejemplo, de los gnósticos (que sustentaban un modelo dualista de deidad), los ebionitas (que negaban la divinidad de Cristo), los apolinarios (que defendían que Jesús tenía cuerpo humano y mente divina), los montanistas (que pregonaban una nueva revelación concedida a ellos), los arrianos (que argumentaban que Jesús era un ser creado, por lo tanto no coeterno con Dios Padre) y los Priscilianos (seguidores de Prisciliano, quienes negaban el dogma de la Santísima Trinidad y defendían una concepción unitaria). Muchos de estos grupos primitivos, hoy considerados heréticos, se extinguieron por falta de seguidores o, de manera general, fueron suprimidos por la Iglesia institucionalizada, que en sus primeros siglos desarrolló un gran esfuerzo por unificar y definir con claridad lo que no era doctrina cristiana.
No obstante este esfuerzo, representado especialmente por los primeros Concilios ecuménicos, se fueron profundizando algunas diferencias entre las tradiciones Oriental y Occidental. Ellas se derivaron inicialmente de las diferencias lingüísticas y socioculturales entre el Imperio romano de Occidente y el Imperio bizantino. Como el mundo Occidental (es decir, Europa) utilizaba el latín como su lingua franca y el Oriental (es decir, Oriente Medio, Asia y el Norte de África) empleaba el griego koiné para transmitir sus escritos, los desarrollos teológicos de cada parte no llegaban a la otra con fluidez, pues la traducción se hacía muy difícil por costo y logística.
La primera ruptura significativa y duradera del cristianismo histórico se produjo con la Iglesia asiria de Oriente, a consecuencia de la controversia cristológica sobre el Nestorianismo en 431.  En 1994 esta Iglesia firmó una declaración cristológica de fe en común con la Iglesia católica, por el que ambas interpretaron este cisma como un problema básicamente lingüístico, derivado de dificultades de traducción de términos muy delicados y precisos del latín al aramaico y viceversa (véase Concilio de Éfeso). Después del Concilio de Calcedonia, en 451, la siguiente gran división ocurrió entre las Iglesias siria y alejandrina (también llamada Iglesia Egipcia o Copta), que se separaron en virtud de las doctrinas monofisitas (el papa Juan Pablo II y el Patriarca sirio Ignacio Zakka I Iwas firmaron, a fines del siglo XX, una declaración cristológica de fe en común). Estas Iglesias monofisitas son conocidas como Iglesias no calcedonianas, diferenciándose de la Iglesia ortodoxa por aceptar sólo las resoluciones de los tres primeros Concilios ecuménicos.
Aunque la Iglesia como un todo no experimentó mayores divisiones en los siglos siguientes, los grupos Oriental y Occidental llegaron a tal punto de desacuerdo, que los patriarcas de ambas familias se excomulgaron mutuamente en 1054, hecho que es conocido históricamente como el Cisma de Oriente y Occidente. Las razones políticas y teológicas del cisma son complejas. Sin embargo, el punto más controvertido fue la cuestión de la primacía papal: Los cristianos de Occidente insistían en que el Patriarca de Roma debía mantener una posición especial de autoridad sobre los patriarcas de las iglesias de otras ciudades (Patriarca de Alejandría, Patriarca de Antioquía, Patriarca de Constantinopla e incluso sobre el Patriarca de Jerusalén). En cambio, los cristianos de Oriente sostenían que todos los patriarcas eran de igual autoridad, no teniendo ninguno de ellos primacía sobre jurisdicciones ajenas a la propia. El cisma se afianzó y por siglos cada iglesia consideró a la otra como causante de la división, y fue solamente bajo el papado de Juan Pablo II que se hicieron las primeras reformas significativas para mejorar las relaciones entre la Iglesia de Roma y las Iglesias Orientales.
Muchos siglos después del Gran Cisma, el cristianismo Occidental (que se denominaba a sí mismo católico) experimentó una serie de movimientos reformadores geográficamente aislados que precedieron a la aparición de la Reforma Protestante. Por ejemplo, en Italia, durante el siglo XII, Pedro Valdo congregó a un grupo de seguidores conocidos como los valdenses, y tal movimiento fue posteriormente absorbido por los reformadores protestantes modernos. En Bohemia, una región de mayoría ortodoxa, la ocupación por parte de los Estados Pontificios (un Estado militarmente más poderoso que la posterior Santa Sede) produjo la imposición del catolicismo, pero a principios del siglo XIV Jan Hus (sus seguidores fueron llamados husitas) inició un movimiento para desafiar las enseñanzas de la Iglesia de Roma (guerras husitas). Posteriormente el grupo daría origen a los Hermanos Moravos y renacería con otros nombres, pero ya formando parte de la Reforma Protestante.
Un movimiento independiente que, años después, se alinearía también mayoritariamente con la Reforma Protestante, se comenzó a gestar cuando el rey Enrique VIII de Inglaterra se hizo declarar "Cabeza de la Iglesia de Inglaterra" mediante el Acta de Supremacía de 1534. El anglicanismo paulatinamente fue adoptando algunas doctrinas protestantes hasta declararse inequívocamente Católico y Reformado, por lo menos en la Comunión anglicana.
Un cisma de enormes dimensiones se produjo a consecuencia de la publicación de las noventa y cinco tesis de Martín Lutero en la Universidad de Wittenberg, el 31 de octubre de 1517. Escritas inicialmente como una serie de reclamaciones a fin de estimular la reforma de la Iglesia Occidental, no pretendían ni remotamente alcanzar el efecto que lograron. Los textos de Lutero, combinados con la obra del teólogo suizo Ulrico Zuinglio y del teólogo francés Juan Calvino, provocaron la ruptura del cristianismo católico europeo, fundando la que ha llegado a ser, probablemente, la segunda mayor rama del cristianismo moderno (después del catolicismo), el denominado protestantismo.
A diferencia de otras ramas del cristianismo (catolicismo, ortodoxia, ortodoxa asiria, coptismo y anglicanismo), el protestantismo es un movimiento con una gran variedad de estructuras gubernamentales. De esta forma, diversos grupos, como los presbiterianos, las Iglesias Reformadas, los luteranos, los metodistas, los congregacionalistas, los anabaptistas, los bautistas, los adventistas, los pentecostales, y los restauracionistas (dependiendo del esquema de clasificación que se utilice), pueden ser agrupados dentro de esta rama del cristianismo.

## Modelos de clasificación
A pesar de que en el pasado, la gran mayoría de los cristianos permanecieron por siglos unidos en una misma Iglesia (solo dividida por factores geográficos), algunos sostienen[cita requerida] que el cristianismo nunca fue una religión de creencias homogéneas. De cualquier forma, la diversidad de creencias y de grupos a inicios del siglo XXI es evidente, no obstante compartir casi todos ellos una historia y una tradición en común. El cristianismo es, actualmente, la mayor religión del mundo (sumando aproximadamente un tercio de su población), este hecho hace pertinente una clasificación comparativa de sus diversas tradiciones, que incorpore tanto las particularidades de cada tradición, como sus doctrinas, escuelas teológicas, formas de gobierno eclesiástico, formas de lenguaje y otros aspectos.
La categorización habitual desde la teología vinculada a corrientes de la Iglesia Católica es catolicismo, protestantismo, ortodoxia oriental, anglicanismo, Iglesias no calcedonianas (que siguen el "miafisismo", como la Iglesia armenia y la Iglesia copta, por ejemplo), y "nestorianismo" (específicamente la Iglesia Asiria de Oriente).
Tras estas grandes ramas, vienen las denominadas "familias confesionales". En algunas tradiciones estas familias son definidas con precisión (como las Iglesias autocéfalas en las ramas Ortodoxas), en otras, esta precisión se pierde por la existencia de grupos ideológicos que se superponen (este es especialmente el caso del protestantismo, que incluye anabaptistas, adventistas, bautistas, congregacionalistas, pentecostales, luteranos, metodistas, presbiterianos, Reformados, y otros, que se suelen clasificar dependiendo del punto de vista del que clasifica). Existen también confesiones que, en Occidente, han logrado una completa independencia para establecer una doctrina propia, es el caso, por ejemplo, de muchas Iglesias nacionales en la Comunión anglicana o vinculadas a la Iglesia luterana Sínodo de Misuri. En este punto, se vuelve muy difícil aplicar una clasificación a las Iglesias orientales y católicas en virtud de la rigidez de sus estructuras jerárquicas. Unidades más precisas después de las confesiones incluyen ciertos tipos de concilios regionales, congregaciones individuales y otros tipos de cuerpos eclesiásticos.
En modelos de clasificación histórica, hay cristianismo oriental y el cristianismo occidental. 

### Catolicismo

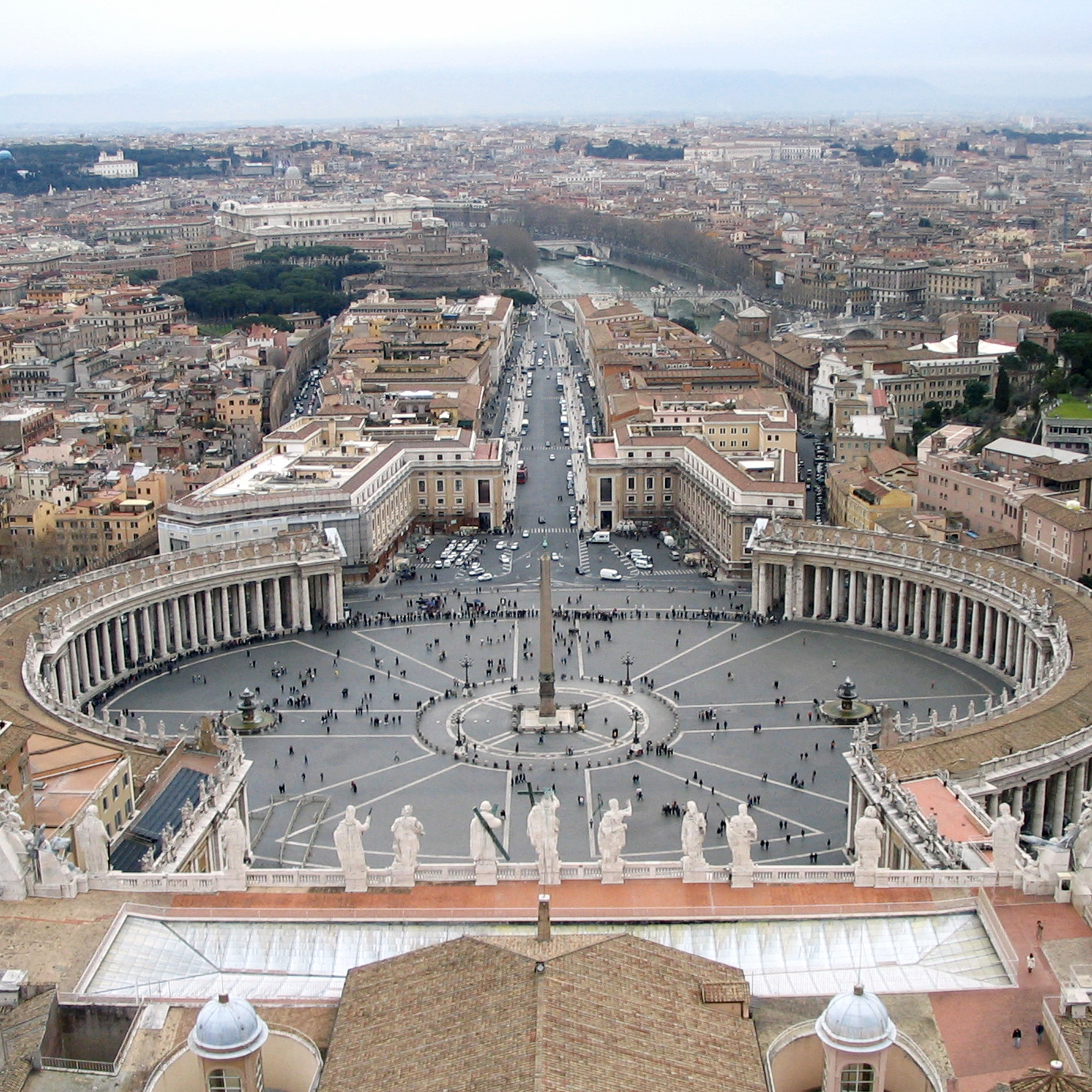
Plaza de San Pedro, en la Ciudad del Vaticano, uno de los puntos neurálgicos de la Iglesia católica.

En el catolicismo, un elemento central de la tradición católica es su fuerte adhesión al principio de la Sucesión apostólica. Apóstol significa "aquél que es enviado". Según el concepto católico, Jesús comisionó a los doce primeros apóstoles (véase para una lista de los doce) y ellos habrían continuado haciendo lo mismo, imponiendo las manos sobre los dirigentes subsecuentes de la Iglesia para "ordenarlos" al "sagrado ministerio". De esta forma, los católicos trazan una línea sucesoria ininterrumpida de sus jerarcas actuales hasta los primeros doce apóstoles. A este respecto, una creencia característica de los católicos es que el papa ostenta una autoridad superior que puede ser ligada directamente a la que habría sido concedida al apóstol Simón Pedro. Con todo, existen grupos autodenominados católicos, como los veterocatólicos adheridos a la Unión de Utrecht, que rechazan el dogma de la Infalibilidad Pontificia definido por el Concilio Vaticano I en 1870, por considerarlo contrario a la tradición católica.
El catolicismo es una fe profundamente jerárquica en la cual siempre hay una autoridad suprema para materias de fe y práctica cristiana, para el catolicismo esto es dominio exclusivo del papa, para otros católicos en cambio persiste la tradición de entregar esta autoridad a los Concilios episcopales.

### Protestantismo

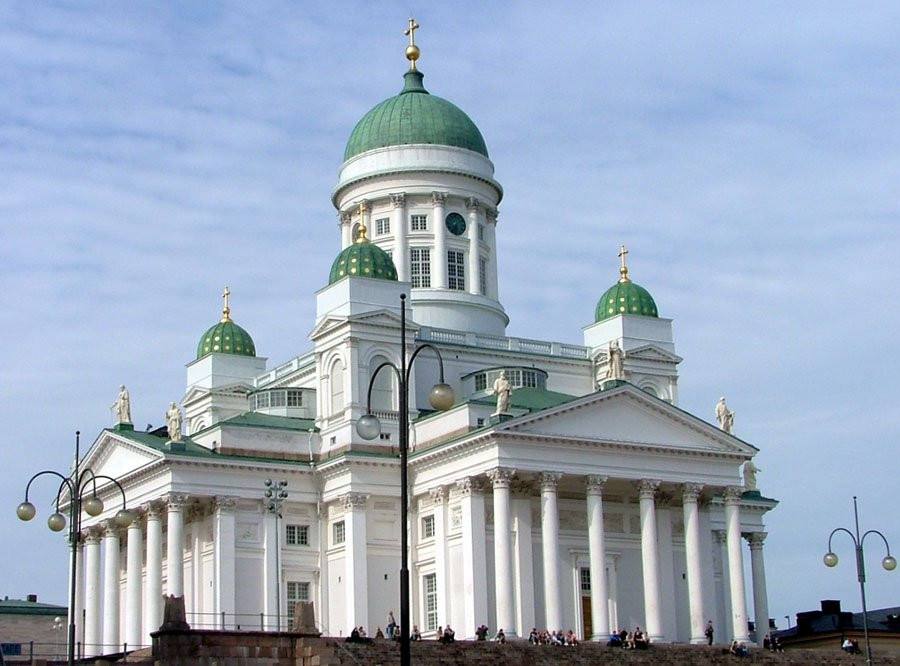
Catedral de Helsinki (de la Iglesia evangélica luterana de Finlandia).

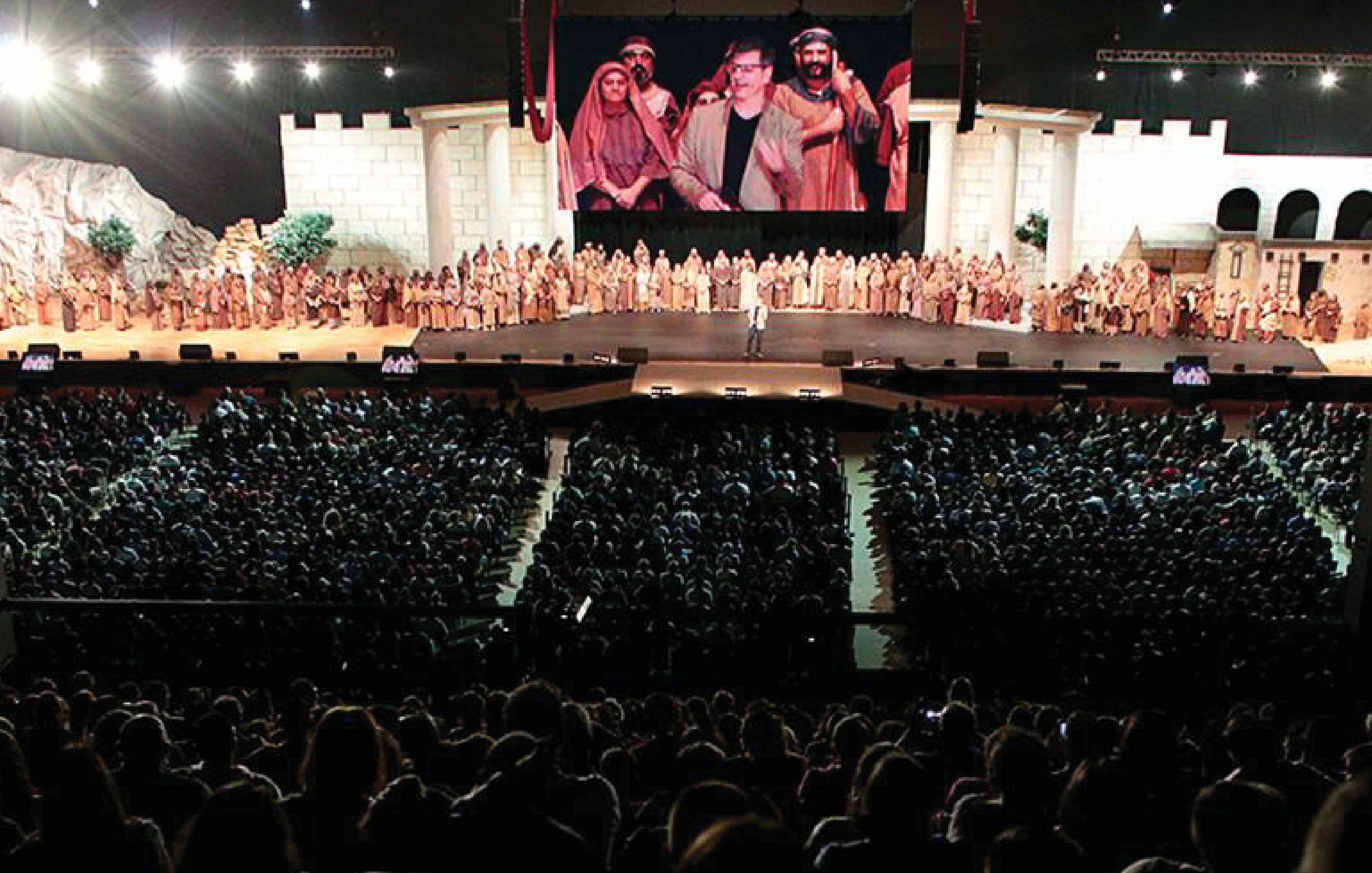
Espectáculo sobre la vida de Jesús durante un servicio en la Igreja da Cidade, afiliada a la Convención Batista Brasileña, en São José dos Campos.

El elemento central de la tradición protestante en cambio es su adhesión al principio de la Sola Scriptura, por el que la única autoridad suprema para materias de fe y práctica cristiana serían las Sagradas Escrituras del Antiguo y Nuevo Testamento, fuera de este punto, el protestantismo no presenta ninguna forma de organización uniforme de sus fieles, todo lo contrario, presenta una extensa tradición de divisiones consecutivas. Con todo, sus grupos suelen ser analizados a partir de sus grandes familias confesionales. Cada movimiento protestante se desenvuelve libremente y muchos se dividieron en función de cuestiones teológicas. El Anglicanismo, por ejemplo, nunca se ha identificado completamente como protestante, incluso, desde la aparición del Movimiento de Oxford, en el siglo XIX, liderado por John Henry Newman, los escritores anglicanos se vieron impulsados a definir más claramente la implicación católica de sus iglesias, caracterizando al Anglicanismo entonces como una vía media, protestante y católica al mismo tiempo.Un gran número de movimientos, por ejemplo, tuvo su origen a partir de los denominados "avivamientos" religiosos, como fue el caso del movimiento metodista en la Iglesia de Inglaterra. Temas doctrinarios y cuestiones de conciencia también han dividido a los protestantes, la tradición Anabaptista, compuesta, entre otros, por amish y menonitas, y los evangélicos, quien cree en la doctrina de Iglesia de creyentes y bautismo del creyente. Algunos de estos grupos rechazan también la participación cristiana en actos de violencia, siendo reconocidos por su defensa radical del pacifismo (véase Iglesias de Paz). El grado de aceptación mutua entre las diversas confesiones, Iglesias y movimientos protestantes es diverso, aunque tiende a incrementarse tras la aparición de los movimientos ecuménicos cristianos durante el siglo XX y de organizaciones multilaterales como el Consejo Mundial de Iglesias. La teología protestante para cada confesión generalmente es definida por las instancias que ellas mismas establecen y sintetizada en sus respectivas confesiones de fe.
Iglesias pertenecientes al Anglicanismo, y algunas Iglesias bautistas, metodistas y luteranas, no siempre se identifican a sí mismas como protestantes, y estrictamente hablando, no siempre lo son (véase Comunión de Porvoo).

### Iglesia ortodoxa
La Iglesia ortodoxa se considera continuadora de la Iglesia establecida por los apóstoles. De acuerdo con la comprensión oriental de la primacía papal, el Patriarca de Roma es el primero en honra entre todos los patriarcas (véase Primus inter pares), pero a diferencia del catolicismo actual, no creen que posea ninguna autoridad directa y absoluta sobre diócesis ajenas a la propia, ni menos infalibilidad en doctrina. Tras el Cisma de Oriente y Occidente, la primacía patriarcal de oriente pasó al Patriarca de Constantinopla, sin embargo, cada Iglesia partícipe de la Ortodoxia Oriental es autocéfala, y es por tanto responsable solo ante sí misma por cuestiones organizacionales y de práctica, mientras que corresponde al Patriarca de Constantinopla resguardar la fe y la doctrina. El Patriarca de Constantinopla (ciudad luego rebautizada como Estambul, en la moderna Turquía) es igualmente conocido como Patriarca Ecuménico, y ostenta un sitial de honra entre todos los obispos como Primus inter pares. Junto a las cuatro iglesias más antiguas, hay otras diez iglesias más o menos organizadas de acuerdo a fronteras de nacionalidad (hay controversia con respecto a la decimoquinta iglesia, la Iglesia ortodoxa en América que aún no es reconocida como autocéfala). La mayor de todas las iglesias ortodoxas es, por número de feligreses a inicios del siglo XXI, la Iglesia ortodoxa rusa. Existen también algunos grupos e iglesias ortodoxas nacionales que de momento no mantienen comunión con otras iglesias ortodoxas (ni con el Patriarca de Constantinopla, requisito para formar parte de la Iglesia Ortodoxa), este es el caso de la Iglesia ortodoxa de Macedonia y de la Iglesia ortodoxa de Montenegro, entre otras.
Las Iglesias no calcedonianas (apodadas monofisitas por sus detractores) nacen por el llamado cisma del monofisismo, ya que rechazan el concilio de Calcedonia. En el caso de la Iglesia copta, el Patriarca de Alejandría decide separar a su Iglesia del resto de la Iglesia Católica creándose así esta Iglesia. El surgimiento del Patriarcado ortodoxo de Alejandría es debido a la instauración de un Patriarcado paralelo griego en Alejandría que siguiera fiel a la doctrina oficial que seguía el Emperador de Bizancio. Siglos después de forma similar se forma el Patriarcado Católico de Alejandría. El sistema de la Iglesia Copta se acerca más al de la Iglesia católica ya que también posee un papa, y bajo él, dos patriarcas. Las Iglesia monofisitas se organizan de una manera similar a la de ortodoxos, católicos y anglicanos, con seis iglesias nacionales autocéfalas y dos organizaciones autónomas. Aunque la región de las modernas Etiopía y Eritrea mantuvo un fuerte grupo de creyentes desde los inicios del cristianismo, sus iglesias locales solo alcanzaron la autocefalía en 1963 y 1994 respectivamente.
Como estos grupos, en general, son un tanto desconocidos en Occidente, la literatura sobre ellos incluye, algunas veces, a la Iglesia Asiria de Oriente como parte de las Iglesias Ortodoxas del Este, pero los asirios mantienen independencia teológica, cultural y eclesiástica con respecto a toda otra iglesia cristiana desde el año 431. Esta iglesia es administrada de acuerdo con un modelo jerárquico no muy diferente al del catolicismo, con un líder eclesiástico absoluto, sin embargo, con la inmensa mayoría de sus fieles viviendo en el exilio, desde 1968 dos religiosos ostentan el título de Patriarca Catolicós de Babilonia uno, electo en 1970, SS. Addai II residiría en Bagdad (más probablemente en California) y contaría con el apoyo minoritario de 5 obispos, en cambio, SS. Mar Dinkha IV, electo en 1976, es reconocido por 11 obispos y hasta por la Santa Sede, ejerciendo desde su residencia en Morton Grove (Illinois).

## Otras confesiones cristianas
A pesar de ser ya difícil establecer una definición precisa de lo que es la corriente principal del cristianismo, hay algunos grupos que evolucionaron incluso más allá de aquello que popularmente es definido como una organización cristiana, compartiendo no obstante, alguna conexión histórica con una comunidad más amplia de cristianos. Considerando esta diversidad, se hace casi imposible definir lo que es el cristianismo sin incurrir en alguno de estos extremos: rechazar todas las definiciones o adoptar una definición autoritaria y así, rechazar cualquier otra. En términos objetivos, ambas opciones son problemáticas.
El cristianismo, desde sus orígenes como secta disidente del judaísmo, siempre rechazó una definición etnocéntrica, más bien fue concebido y extendido como una religión interétnica con ambiciones globales, expandiéndose rápidamente desde Judea hacia reinos y pueblos de todo el mundo conocido. Son sus doctrinas las que definen la esencia del cristianismo, y si a lo largo del tiempo diversos grupos étnicos han mantenido su cristianismo generación tras generación, ello se ha debido a la difusión y asimilación de esas doctrinas.

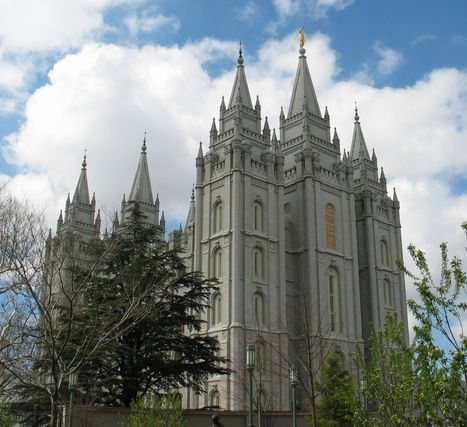
Templo de Salt Lake City, de La Iglesia de Jesucristo de los Santos de los Últimos Días.

Distintos puntos de doctrina pueden variar desde un pequeño número de proposiciones simples hasta una cantidad numerosa de elementos, dependiendo de cada grupo. Algunos grupos mantienen sus doctrinas relativamente estáticas, otros, en cambio, han cambiado dramáticamente sus definiciones con el correr del tiempo. Por ejemplo, antes de la Ilustración, los eruditos cristianos que negaban o cuestionaban la doctrina de la Trinidad (dogma para el catolicismo y doctrina ampliamente sustentada por las distintas confesiones que trata sobre las relaciones entre Dios Padre, Dios Hijo y el Espíritu Santo descritas en la Biblia) eran expulsados de sus iglesias y, en algunos casos, exiliados y desprovistos de toda protección legal. Actualmente en cambio, algunas tradiciones que reivindican no ser descendientes de ninguno de los dos grupos históricos hasta aquí reseñados, no dejan de considerarse esencialmente cristianas no obstante rechazar la doctrina cristiana tradicional sobre la trinidad de Dios. Es el caso de las iglesias denominadas mormonas, la principal de las cuales (La Iglesia de Jesucristo de los Santos de los Últimos Días) es frecuentemente incluida entre las iglesias protestantes, no obstante no compartir sus doctrinas características ni identificarse a ella misma como protestante. Su origen, durante el llamado Segundo Gran Despertar, fue paralelo al surgimiento de otras innumerables religiones estadounidenses, incluyendo a la Iglesia Adventista del Séptimo Día, los Testigos de Jehová y otras incluidas dentro del restauracionismo como movimiento.
Sin embargo, los Mormones y Adventistas del Séptimo Día sí tienen a la Trinidad dentro de sus creencias fundamentales, a diferencia de los Testigos de Jehová.
Véase: Artículos de fe de la Iglesia de Jesucristo de los Santos de los Últimos Días.

### Cristianismo esotérico
Existen algunas tradiciones cristianas que se autodenominan "religiones de misterios" y están relacionadas no con una forma específica de culto religioso, sino con una tradición de autoconocimiento del ser humano como espíritu y parte integrante de Dios. Estas tradiciones son también conocidas como Cristianismo esotérico y son las únicas confesiones cristianas que aceptan doctrinas como la reencarnación y el evolucionismo (entendido como doctrina).
Estas tradiciones defienden también la idea de que todas las formas vivientes pasan por el mundo como forma de desarrollarse, iniciándose en la inconsistencia y terminando en la más elevada conciencia. La palabra de Cristo sería, entonces, válida para la actual práctica de la humanidad y consistiría en despertar al ser humano para el amor y el altruismo, formando, a su debido tiempo, una fraternidad universal, hasta que la humanidad esté lista para dirigirse directamente a Dios.
Una de las organizaciones más conocidas de entre las vinculadas al Cristianismo esotérico es la Fraternidad Rosacruz. Varias otras fraternidades rosacrucianas también se declaran cristianas y gnósticas, como es el caso de la Fraternidad Rosacruciana Antigua.

### No categorizados
Algunas confesiones que surgieron en medio de la tradición cristiana occidental, aunque se consideran cristianas, no pueden ser clasificadas ni como católicas, ni como plenamente protestantes, es el caso de la Sociedad Religiosa de los Amigos (más conocidos como cuáqueros, pues en su propio seno convive una gran variedad de creencias y doctrinas. El Cuaquerismo no tiene un credo oficial, carece de sacerdotes, pastores y sacramentos, y desarrollan diferentes tipos de cultos (aunque algunas comunidades cuáqueras evangélicas hispanoamericanas sí tienen pastores). Así mismo han surgido otras organizaciones como la Iglesia de Dios Ministerial de Jesucristo Internacional.
Por otro lado, la polémica teológica sobre la Trinidad dio origen al Unitarismo, cuya principal confesión en los Estados Unidos renunció a su especificidad cristiana y actualmente es una organización religiosa de carácter pluralista. A pesar de su virtual abstención ante cualquier tipo de doctrina religiosa formal, persisten confesiones de esta tradición, especialmente en Europa, que se identifican a sí mismas como cristianas, o incluso como protestantes.